# كارلوس فيلازكيز
كارلوس فيلازكيز (بالإنجليزية: Carlos Velázquez)‏ هو لاعب كرة قاعدة أمريكي، ولد في 22 مارس 1948 في Loíza, Puerto Rico ‏ في الولايات المتحدة، وتوفي بنفس المكان في 16 مارس 2000.